# Harrison Kennedy (muzikant)
Harrison Kennedy (Hamilton, 1945) is een Canadees bluesmusicus. Hij is het meest bekend als de leadzanger op de klassieker van de Chairmen of the Board, I'm the Chairman of the Board. Deze groep begon als een onderdeel van het Holland-Dozier-Holland-label Invictus/Hot Wax. In het midden van de jaren zeventig verliet hij de groep en startte een solocarrière. In 2008 werd hij genomineerd voor Best Blues Recording in Canada's Juno Awards.